# Olekszandr Boriszovics Radcsenko
Olekszandr Boriszovics Radcsenko, ukránul: Олександр Борисович Радченко (Mariupol, 1976. július 19. – 2023. február 7.) válogatott ukrán labdarúgó, balhátvéd.

## Pályafutása

### Klubcsapatban
Az Azovec korosztályos csapatában kezdte a labdarúgást. 1997 és 2002 között a Dinamo Kijiv labdarúgója volt, de többnyire a második, néha a harmadik csapatban szerepelt. Így is részese volt négy ukrán bajnoki címnek és kupagyőzelemnek. 2001–02-ben az ungvári Zakarpattya csapatában játszott kölcsönben. 2002 és 2006 között a Dnyipro, 2007 és 2009 között a Krivbasz Krivij Rih játékosa volt. 2009-ben a Voliny Luck csapatában fejezte be az aktív játékot.

### A válogatottban
2002 és 2005 között 17 alkalommal szerepelt az ukrán válogatottban.

## Sikerei, díjai
Dinamo Kijiv
- Ukrán bajnokság
  - bajnok (4): 1997–98, 1998–99, 1999–00, 2002–03
- Ukrán kupa
  - győztes (4): 1998, 1999, 2000, 2003